# Стигматы святого Франциска (Микеланджело)
«Стигматы Святого Франциска» (итал. Stigmate di san Francesco) — утраченная картина, созданная Микеланджело около 1500 года. По информации Вазари, Микеланджело создал только картон картины.

## История
По свидетельствам Вазари, такой картон был создан Микеланджело во время первого пребывания в Риме (1496−1500). В это время юноша жил у Рафаэля Риарио, кардинала Сан-Джорджио-ин-Велабро, парикмахер которого был живописцем. Микеланджело подружился с парикмахером «и нарисовал для него на картоне Св. Франциска, получающего стигматы, а парикмахер очень тщательно перенес этот рисунок на доску в красках». Картина хранилась «в первой капелле слева от ворот» в церкви Сан-Пьетро-ин-Монторио.
Возможно, что работа Джованни де Векки (итал. Giovanni de' Vecchi) создана по мотивам творения Микеланджело[а], как это представляет Филиппо Титти. Однако нет доказательств, что Векки вообще видел произведение Микеланджело. Также существуют маловероятные гипотезы, будто картина Векки была нарисована поверх работы Микеланджело.
К этому же периоду относится незавершенная работа Микеланджело «Положение во гроб», заказанная для церкви Сант-Агостино.